# Darko Rundek
Darko Rundek (ur. 30 stycznia 1956 w Zagrzebiu) – chorwacki piosenkarz, aktor, muzyk i autor tekstów.

## Życiorys
W 1982 ukończył studia z zakresu reżyserii teatralnej w Akademii Sztuk Dramatycznych w Zagrzebiu. Przez krótki czas występował w roli aktora i reżysera, aby z czasem poświęcić się całkowicie muzyce. Jego kariera muzyczna rozpoczęła się w początkach lat 80. w zespole Haustor.
W 1991 osiedlił się we Francji, a cztery lata później rozpoczął karierę solową. Nagrał pięć albumów wspólnie z muzykami z całego świata (projekt Cargo Orkestar), łącząc muzykę bałkańską z afrykańską i latynoamerykańską.

## Dyskografia
- 1997: Apokalipso
- 2004: Ruke
- 2000: U širokom svijetu
- 2004: Zagrebačka magla
- 2008: Balade Petrice Kerempuha
- 2008: Live u Domu Omladine
- 2010: Plavi avion

## Role filmowe
- 2004: 100 minuta slave jako Charles Dubayer
- 2005: Zgliszcza jako Herman